# Nelly Furtado
Nelly Kim Furtado (Victoria, 2 dicembre 1978) è una cantautrice canadese con cittadinanza portoghese.
Con oltre 40 milioni di copie vendute in tutto il mondo, Nelly Furtado è una degli artisti canadesi di maggior successo. Durante la sua carriera ha ottenuto un Grammy Award su sette candidature, un Latin Grammy Award, un BRIT Award, un MTV Europe Music Award e un Billboard Music Award.
Il suo album di debutto, Whoa, Nelly! (2000), è stato un successo sia per la critica che a livello commerciale, dando origine a due singoli noti a livello internazionale, I'm Like a Bird e Turn Off the Light. Il primo dei due singoli le è valso il Grammy Award alla miglior interpretazione vocale femminile pop. Nel 2003, ha pubblicato il suo secondo album, Folklore, che è stato preceduto dal singolo principale, Powerless (Say What You Want).
Il vero successo mondiale arriva grazie al terzo album, Loose (2006), che è diventato il suo album più venduto, con 12 milioni di copie in tutto il mondo. L'album ha generato quattro singoli di grande successo: Promiscuous, Maneater, Say It Right, e All Good Things (Come to an End). Ha pubblicato il suo primo album in lingua spagnola, Mi plan, nel 2009, che le è valso il Latin Grammy Award per il miglior album pop vocale femminile. Dal progetto discografico viene estratto il singolo Manos al aire, ottenendo successo in America Latina.
Nel 2012, Furtado ha pubblicato il suo quinto album, The Spirit Indestructible e nel 2017 il sesto, intitolato The Ride, ottenendo meno successo commercialmente.
Furtado ha una stella sulla Walk of Fame canadese ed è stata insignita del titolo di Commendatore dell'Ordine del Principe Enrico il 28 febbraio 2014 per via delle sue ascendenze portoghesi.

## Biografia
Figlia di Maria Manuela e Antonio José Furtado, entrambi di origini portoghesi dell'arcipelago delle Azzorre, è nata il 2 dicembre 1978 a Victoria, Columbia Britannica, Canada. I suoi genitori portoghesi erano nati sull'isola di São Miguel nelle Azzorre ed erano immigrati in Canada alla fine degli anni '60. Nelly prende il nome dalla ginnasta sovietica Nelli Kim. I suoi fratelli sono Michael Anthony e Lisa Anne. Sono stati allevati nella religione cattolica romana. All'età di quattro anni, iniziò a esibirsi e cantare in portoghese.
La prima esibizione pubblica di Furtado è stata quando ha cantato un duetto con sua madre in una chiesa il Portugal Day. Ha iniziato a suonare strumenti musicali all'età di nove anni, imparando il trombone, l'ukulele e, negli anni successivi, la chitarra e le tastiere. All'età di 12 anni ha iniziato a scrivere canzoni e da adolescente si è esibita in una banda musicale portoghese.
Furtado ha riconosciuto nella sua famiglia la fonte della sua forte etica del lavoro; ha trascorso otto estati lavorando come cameriera con sua madre, insieme a suo fratello e sua sorella, che erano una governante a Victoria. Terminati gli studi si trasferisce a Toronto, dove conosce il duo hip-hop dei Nelstar, ai quali si unisce suonando con loro dal 1996 al 1998, per poi diventare solista nel 2000. Tale esperienza le permette di allargare i suoi orizzonti musicali, grazie alla sperimentazione di sonorità innovative che riesce a proporre.

### 2000-2005:Whoa, Nelly!eFolklore

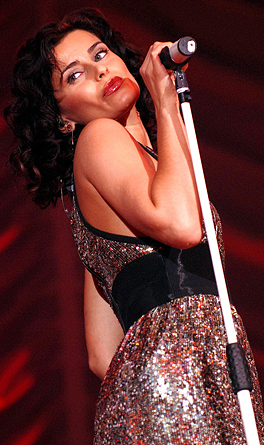
Nelly Furtado nel 2007

L'album che ha segnato il debutto di Nelly Furtado è stato Whoa, Nelly!, uscito il 24 ottobre 2000, riscuotendo un enorme successo in tutto il mondo, arrivando alla seconda posizione in Regno Unito e Canada, alla quarta posizione in Australia, alla quattordicesima in Italia e alla ventiquattresima negli Stati Uniti. In totale ha venduto 6,5 milioni di copie in tutto il mondo. Il singolo apripista ufficiale I'm Like a Bird, pubblicato il 28 novembre 2000 a livello mondiale. Il singolo arrivò al primo posto della classifica Italiana e Canadese mentre al quinto nella classifica britannica dei singoli e alla nona della Billboard 200 statunitense, e vendette più di 500 000 copie.
Il secondo singolo estratto fu Turn Off the Light, il 14 agosto 2001, che raggiunse la medesima posizione nella Hit List Italia, la quarta nella classifica britannica e le prime posizioni in numerose classifiche di genere negli Stati Uniti, tra cui la prima della US Dance Club Songs e la terza della US Mainstream Top 40. Il 3 dicembre 2001 esce il singolo ...on the Radio (Remember the Days), che non ottenne lo stesso successo dei singoli precedenti ma raggiunse la posizione numero 15 della classifica britannica e canadese. Il quarto singolo estratto da Whoa, Nelly! è Hey, Man!, pubblicata il 16 giugno 2002. Venne estratta dall'album anche la canzone Trynna Finda Way nell'autunno 2002 e che fece parte della colonna sonora del film Disney Pretty Princess.
Agli MTV Europe Music Awards del 2001 venne nominata nella categoria Best New Act, mentre ai Juno Awards dello stesso anno vince nelle categorie Best New Solo Artist, Best Songwriter e Best Producer e il brano I'm Like a Bird ottiene il premio come Best Single of the Year. Ai BRIT Awards del 2002 riceve due nominations come Best International Newcomer e Best International Female Artist. Durante la 44ª edizione dei Grammy Awards la cantante ottiene il suo primo Grammy nella categoria Best Female Pop Vocal Performance per I'm Like a Bird, che viene nominato anche nella categoria Song of the Year. L'album di cui fa parte riceve la nomination come Best Pop Vocal Album mentre l'artista viene nominata come Best New Artist, vinto però da Alicia Keys.
Il secondo album di Nelly Furtado, Folklore, venne pubblicato il 25 novembre 2003 e riscosse un discreto successo pur non eguagliando il primo con un totale di più di 900 000 copie vendute, probabilmente dovuto alla casa discografica DreamWorks Records, che nello stesso periodo venne assorbita dall'Universal Music Group. Il primo singolo fu la hit Powerless (Say What You Want), che fu pubblicata l'8 dicembre 2003 e raggiunse la Top10 in Canada, Paesi Bassi, Germania e Belgio. Seguirono Try, di maggiore successo che raggiunge la posizione numero 15 nel Regno Unito, e Força, singolo diventato inno ufficiale degli Europei di Calcio 2004. Il quarto e ultimo singolo estratto da Folklore fu The Grass Is Green.
Nel 2005, Michael Bublé incide un duetto con la Furtado, la versione internazionale del brano Quando Quando Quando.

### 2006-2008:Loose

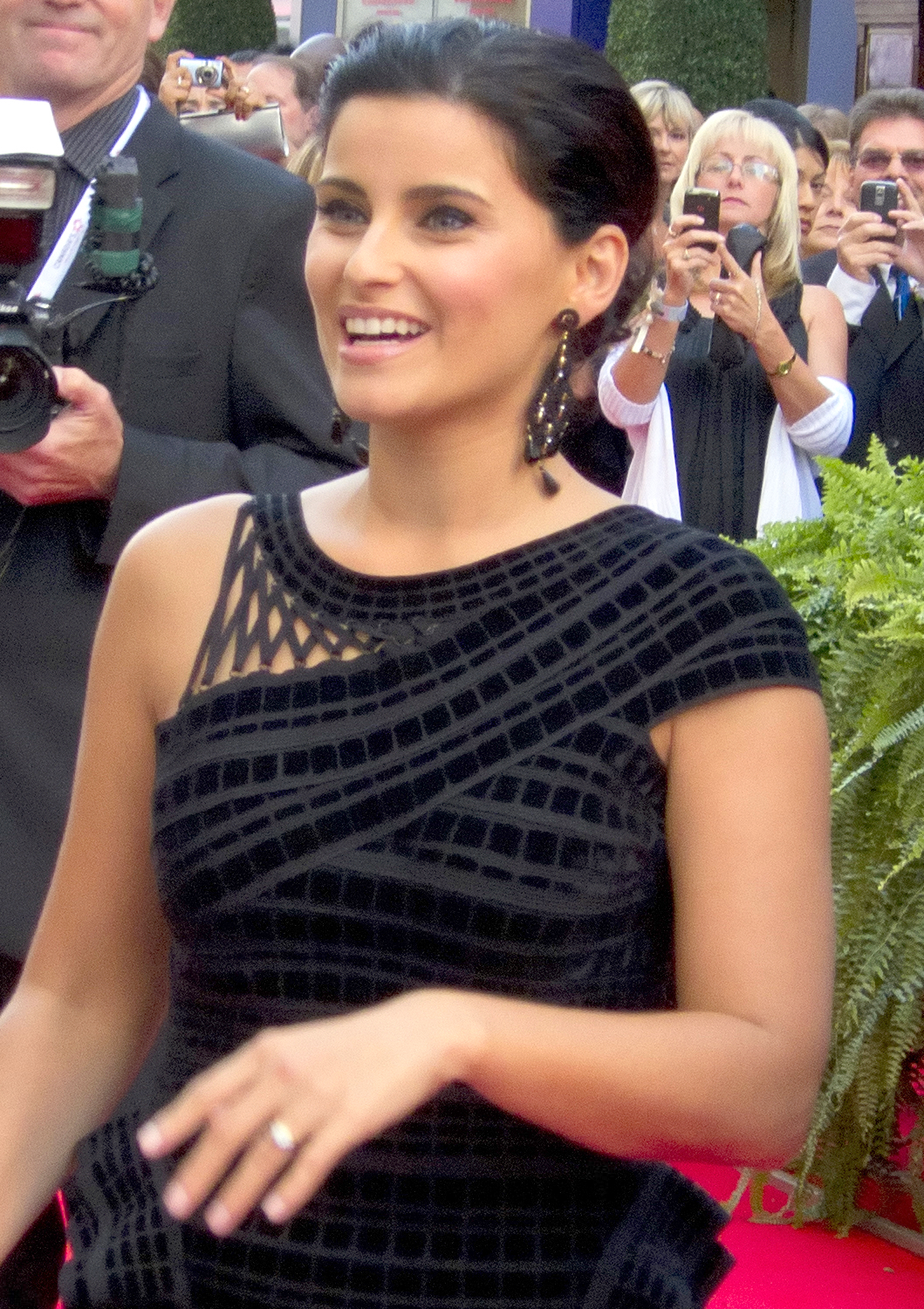
Nelly Furtado alla cerimonia per la propria introduzione nella Canada's Walk of Fame

Loose, terzo album dell'artista, è stato pubblicato il 9 giugno 2006 e prodotto principalmente da Timbaland, sperimentando suoni di R&B, hip hop e musica anni '80. L'album è il maggior successo della carriera di Furtado fino a oggi, con 12 milioni di copie vendute in tutto il mondo, avendo raggiunto il numero uno, non solo in Canada, Australia e Stati Uniti, ma raggiungendo la Top5 di trenta paesi.
Il primo singolo dall'album è Maneater, che riscuote un ottimo successo con 1,2 milioni di copie vendute, raggiungendo la prima posizione della classifica britannica, e nella Top10 di Italia, Canada, Australia e Germania, mentre arriva alla posizione numero 16 della Billboard Hot 100. Dall'album, che vede numerose collaborazioni con molti artisti tra cui lo stesso Timbaland, vengono estratti addirittura nove singoli, seppur alcuni riservati solo ad alcuni mercati. Promiscuous, cantata in coppia con il co-produttore Timbaland, raggiunge la prima posizione delle classifiche di Stati Uniti, dove vende 2,5 milioni di copie, e Canada, entrando nella Top10 di 25 paesi con una vendita complessiva di 3,5milioni di copie. In Italia vende oltre 180 000 copie solo nel 2006.
Il singolo Say It Right, divenne alla fine la canzone della Furtado di maggior successo in tutto il mondo, grazie al suo enorme successo in Europa e negli Stati Uniti, dove divenne il suo secondo successo numero uno con 2 milioni di copie vendute in tutto il mondo. All Good Things (Come to an End) (duettato anche con gli Zero Assoluto), con cui si esibì al Festival di Sanremo 2007 e che ricevette un ottimo giudizio dalla critica. Venne estratto anche il brano Do It, che venne ripubblicato con la collaborazione di Missy Elliott.
Loose vince molti premi: Il singolo Promiscuous riceve quattro nomination ai Billboard Music Award del 2006 vincendo come Pop 100 Single of the Year e ai Grammy Awards del 2007 viene nominato nella categoria Best Pop Collaboration with Vocals. Riceve inoltre tre nomine agli MTV Video Music Awards come Best Pop Video, Best Female Video, Best Dance Video. Agli MTV Europe Music Awards del 2007 Loose vince come Miglior album dell'anno e ai Juno Awards vince come Album of the year e R&B Album of the Year e la cantante vince come Artist of the Year. Ai BRIT Awards viene riconosciuta come International Female Artist of the Year.
Nel 2007, Furtado e Justin Timberlake sono stati presenti nel singolo di Timbaland Give It to Me, che debutta alla prima posizione in Regno Unito, Stati Uniti ed Europa. Alla fine del 2008, Furtado ha collaborato con James Morrison su una canzone chiamata Broken Strings, che ha raggiunto il numero 2 della UK Singles Chart all'inizio di gennaio e la prima posizione nella classifica Europea. Ai Grammy Awards del 2008 Give it to Me viene nominato nella categoria Best Pop Collaboration with Vocals e Say It Right come Best Female Pop Vocal Performance.

### 2009-2010:Mi planeThe Best of Nelly Furtado

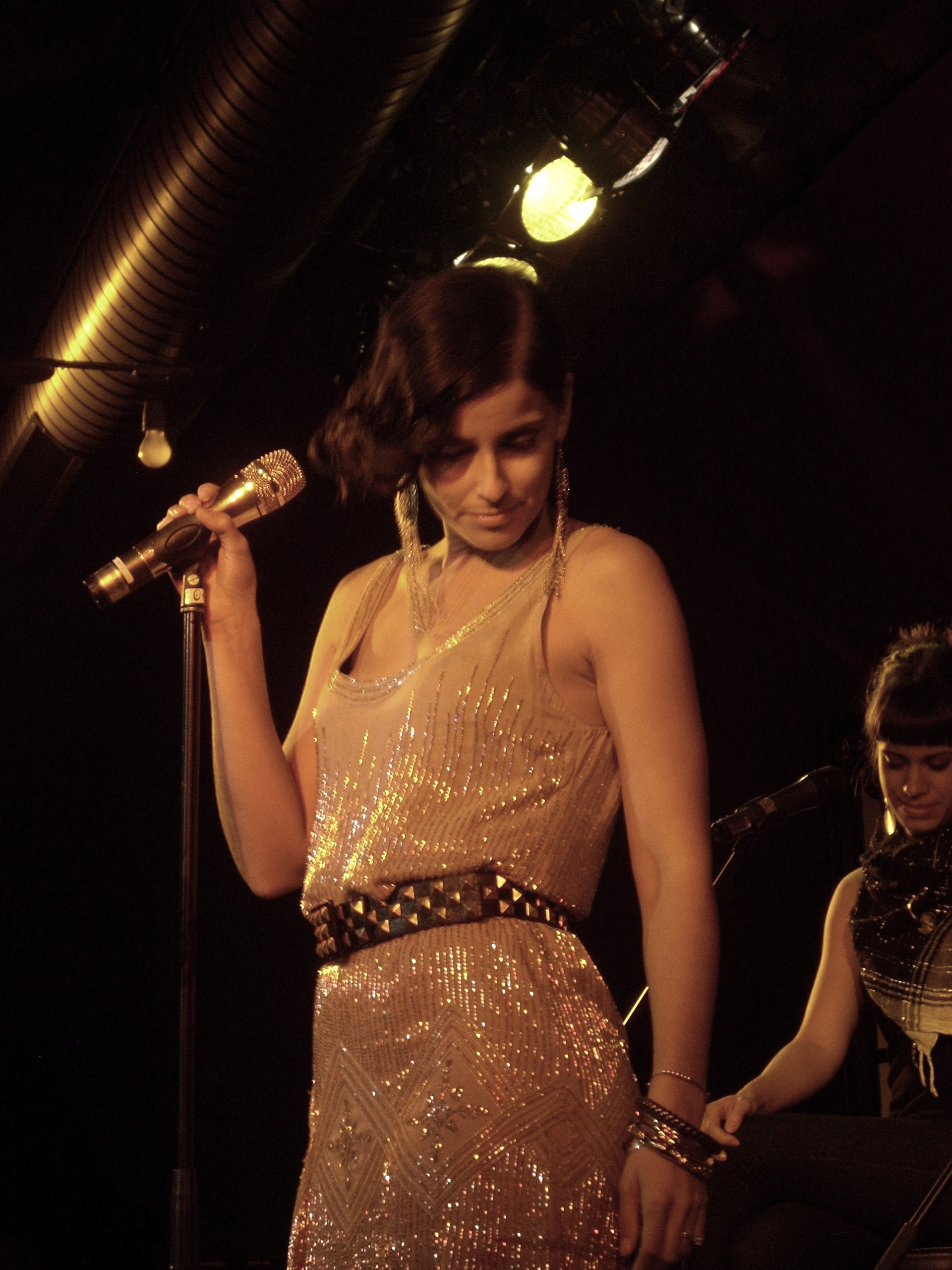
Nelly Furtado in un'esibizione in Germania per promuovere l'album Mi Plan

È uscito l'11 settembre 2009 Mi plan, quarto album di studio, e primo in spagnolo, ha debuttato alla prima posizione della US Top Latin Albums e nella Top10 della European Top 100 Albums e delle classifiche di Italia, Spagna, Germania e Australia. In Canada arriva alla 20esiama posizione mentre debutta alla posizione numero 69 della Billboard 200. Il singolo Manos al aire fu estratto il 29 giugno 2009 e debuttò alla prima posizione della US Hot Latin Songs, mentre raggiunge la seconda posizione nelle classifiche di Italia, Germania e nella Top10 della European Hot 100 Singles. Il secondo e terzo singolo sono stati "Más" e "Mi Plan" rispettivamente.
Nel febbraio 2010 esce in Italia Di più, versione italiana di Más, con etichetta Universal Italy, presentato live nel talent show Amici di Maria De Filippi. Durante questa puntata, la Furtado riceve il disco di diamante per avere venduto più di 350 000 copie con tutti i suoi album, solo in Italia. Bajo Otra Luz è il terzo singolo ufficiale estratto che però nelle versioni radio edit e in quella del video non presenta la collaborazione con Julieta Venegas, ma solo la parte rap con La Mala Rodríguez.
Il 25 ottobre 2010, a oltre un anno dall'uscita di Mi plan, è stata pubblicata la versione Mi plan Remixes trainata dal singolo Fuerte. Ai Latin Grammy Awards del 2010 Mi Plan viene riconosciuto vincendo come Best Pop Vocal Album, Female. È la prima portoghese-canadese a vincere un premio Latin Grammy.
Tra maggio e giugno ha collaborato col rapper N.E.R.D in Hot-N-Fun. La cantante è tornata nei negozi di dischi il 16 novembre sempre del 2010, con la pubblicazione della sua prima raccolta, The Best of Nelly Furtado, pubblicata dall'etichetta discografica Geffen Records. L'album è stato anticipato dal singolo Night Is Young (precedentemente presentato live come "Free"). Nel disco sono presenti quattordici successi dell'artista e altri due inediti, Girlfriend in the City e Stars.

### 2012-2019:The Spirit IndestructibleeThe Ride

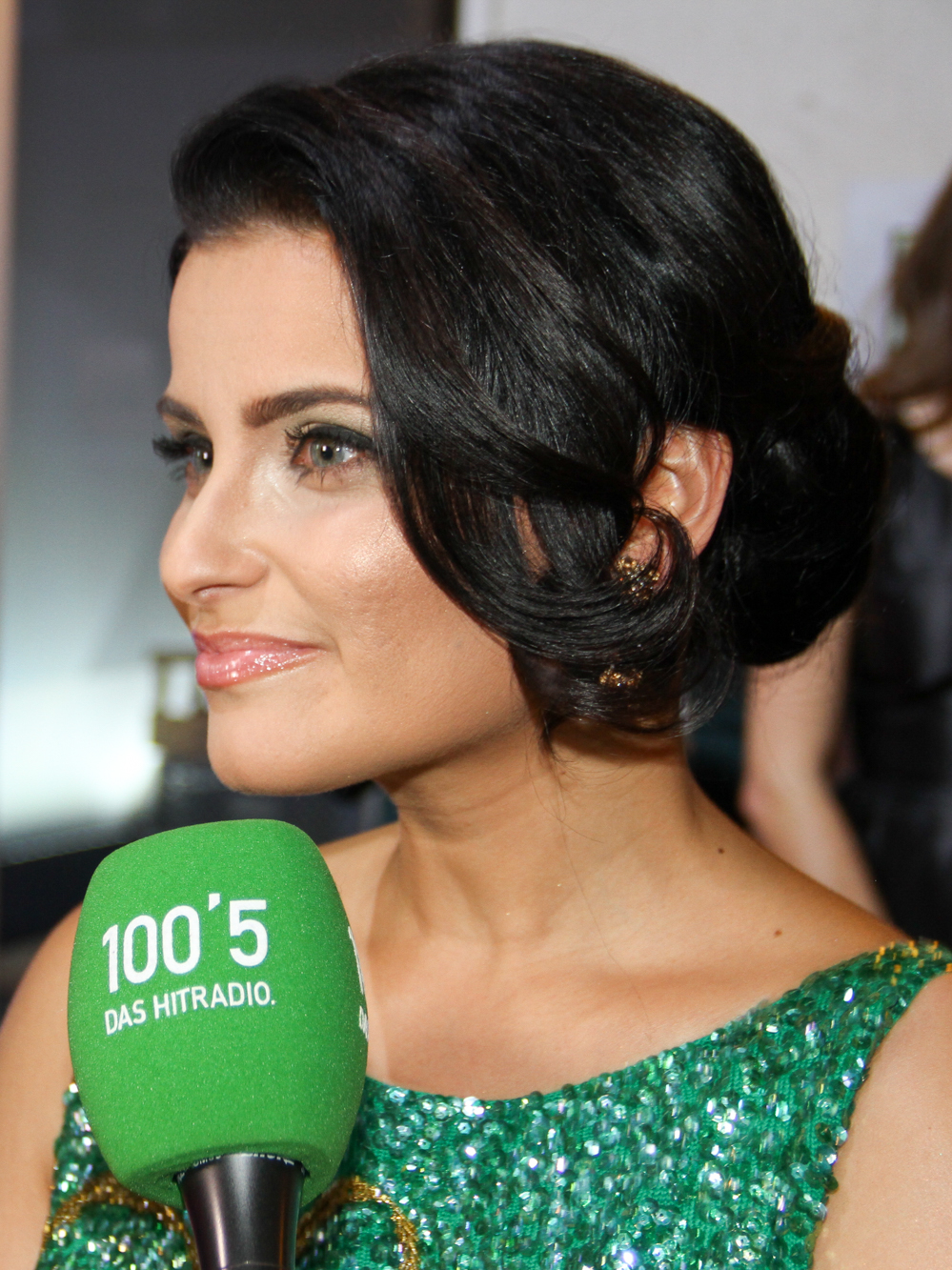
Nelly Furtado nel 2014.

Contemporaneamente ha annunciato che il suo quinto album di inediti The Spirit Indestructible è stato pubblicato nel settembre 2012. Le influenze per l'album vanno da Janelle Monáe, The xx, a Florence and the Machine, contenente elementi da urbano, alternativo e reggae. Dal 17 aprile 2012 è disponibile il singolo Big Hoops (Bigger the Better). Il secondo singolo estratto dall'album in periodo estivo è Spirit Indestructible, seguito il 18 settembre da Parking Lot; nei mesi seguenti sono stati estratti altri due singoli, Waiting for the Night, il 14 dicembre 2012, e Bucket List il 22 febbraio 2013. Il 2 luglio 2013 Furtado ha eseguito un nuovo brano, la ballata acustica Mystery, dal suo prossimo album in studio.
L'8 settembre 2016 conferma che il suo nuovo album, che sarà composto da 12 tracce. "Islands of Me" è il primo estratto pubblicato il 10 settembre del 2016 mentre il singolo di punta del progetto, "Pipe Dreams", viene pubblicato a ottobre. L'album pubblicato a marzo 2017 viene intitolato The Ride. L'artista descrive le tracce contenute e scritte con John Congleton: "Un sacco di brani toccano questo tema: in termini di sanità mentale rispetto alla realtà. La discesa, i postumi della sbornia dopo la fretta, e come si rimettono insieme i pezzi, e come si fa ammenda con le parti più reali della vita".

### 2020-presente: Il ritorno sulle scene musicale e nuovi progetti discografici

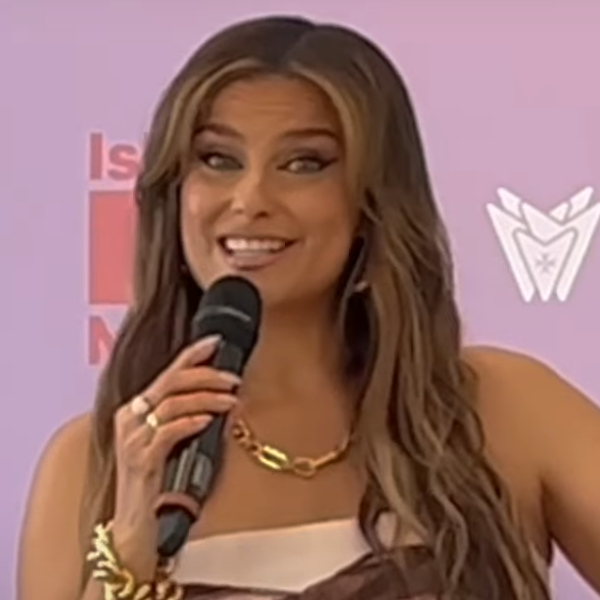
Nelly Furtado alla presentazione del festival Isle of MTV Malta 2024

Nell'ottobre 2020 Furtado ha celebrato il 20º anniversario del suo album di debutto in studio, Whoa, Nelly!, pubblicando un'edizione ampliata di 22 brani sulle piattaforme digitali e di streaming. Nel giugno 2021, la cantante ha celebrato il 15º anniversario del suo terzo album in studio Loose pubblicando un'edizione ampliata di 32 tracce sulle piattaforme digitali e di streaming.
Nel luglio 2022, dopo una pausa di cinque anni dall'ultima esibizione dal vivo, Furtado ha preso parte al concerto di Drake a Toronto, durante il quale hanno eseguito Promiscuous e I'm Like a Bird, annunciando di essere al lavoro su nuova musica. Il 31 dicembre 2022, cinque anni dopo il suo ultimo concerto alla Baloise Session di Basilea, in Svizzera, Furtado si è esibita dal vivo al Beyond The Valley Festival in Australia. Furtado ha collaborato con il DJ e produttore australiano Dom Dolla per la canzone Eat Your Man, pubblicata il 2 giugno 2023, il suo primo singolo dopo cinque anni. Il 1º settembre 2023 ha pubblicato una nuova collaborazione con Timbaland e Justin Timberlake intitolata Keep going up, sedici anni dopo la loro precedente pubblicazione di Give It to Me. Il brano entra nella Billboard Hot 100 statunitense e Billboard Canadian Hot 100.

## Vita privata
Il 20 settembre 2003 nasce la figlia Nevis (nome ispirato dall'omonima isola dei Caraibi), avuta con il dj Jasper Gahunia. La rottura ufficiale di questa relazione avverrà nel 2005 dopo 4 anni di fidanzamento.
Dal 2007 inizia a frequentare l'ingegnere del suono Demacio Castellon, che stava lavorando all'album Loose, con cui si sposa il 19 giugno del 2008. La coppia si separa nell'estate del 2016, ma la separazione viene annunciata solamente nell'aprile del 2017 durante lo show britannico Loose Women dalla stessa cantante.

## Discografia
- 2000 – Whoa, Nelly!
- 2003 – Folklore
- 2006 – Loose
- 2009 – Mi plan
- 2012 – The Spirit Indestructible
- 2017 – The Ride
- 2024 – 7

## Filmografia

### Cinema
- Max Payne, regia di John Moore (2008)
- Score: A Hockey Musical, regia di Michael McGowan (2010)
- A Date with Miss Fortune, regia di John L'Ecuyer (2015)

### Televisione
- Roswell – serie TV (2001)
- Floribella – serie TV (2006)
- Una vita da vivere (One Life to Live) – serie TV (2007)
- CSI: NY– serie TV (2007)